# Майданович, Олег Владимирович
Олег Владимирович Майданович (род. 14 июня 1964 года) — российский военачальник, генерал-майор. Начальник 1-го ГИК МО РФ, 5-го ГИК МО РФ и ГИКЦ имени Г. С. Титова. 
Командующий войсками космического командования ВВКО (2011—2015).

## Биография
Родился 14 июня 1964 года в городе Житомире, Украинской ССР.
С 1973 по 1986 год обучался в Ростовском высшем военном командно-инженерном училище ракетных войск имени главного маршала артиллерии М. И. Неделина. С 1986 года служил в составе Ракетных войск стратегического назначения СССР (с 1992 года — Ракетных войск стратегического назначения Российской Федерации) и направлен на научно-исследовательскую работу в 53-й НИИП МО СССР (с 1991 года — 1-го ГИК МО РФ), в котором служил на различных должностях в том числе: с 1986 по 1989 год — инженер и начальник отделения, с 1989 по 1991 год — 
начальник команды, с 1991 года — начальник штаба и заместитель начальника группы, с 1993 по 1994 год — начальник группы и заместитель командира 29-й отдельной инженерно-испытательной части. 
С 1994 по 1998 год обучался в  Военной академии РВСН имени Петра Великого. С 1998 по 2000 год — командир 229-й отдельной инженерно-испытательной части. С 2000 по 2002 год — начальник Испытательного центра ракетно-космических комплексов лёгкого класса, руководил запуском трёхступенчатой ракеты-носителя лёгкого класса «Циклон-3», двухступенчатой одноразовой ракеты-носителя космического назначения лёгкого класса «Космос-3М» и жидкостной трёхступенчатой ракеты-носителя «Рокот». С 2002 по 2004 год обучался в Военной академии Генерального штаба Вооружённых сил Российской Федерации. 
С 2004 по 2007 год — заместитель начальника, а с 2007 по 2008 год — начальник 5-го Государственного испытательного космодрома Министерства обороны Российской Федерации (космодром Байконур). С 2008 по 2011 год — начальник 1-го Государственного испытательного космодрома Министерства обороны Российской Федерации (космодром Плесецк). С 26 июля по 8 ноября 2011 года — начальник Главного испытательного космического центра имени Г. С. Титова. С 2011 по 2015 год — командующий войсками космического командования и заместитель командующего Войск воздушно-космической обороны. 
С 2015 года в запасе. С 2015 года — заместитель генерального директора и с 2018 года — исполняющий обязанности генерального директора Центра эксплуатации объектов наземной космической инфраструктуры.

## Награды
- Орден «За военные заслуги»
- Орден Почёта[1][3]